# Sidney Holland
Sidney George Holland (Greendale, 18 oktober 1893 – Wellington, 5 augustus 1961) was een Nieuw-Zeelands politicus. Hij was de 25e premier van het land.

## Levensloop

### Vroege jaren
Holland werd geboren op het Zuidereiland als het jongste kind in een gezin van acht. Zij vader Henry Holland was namens de Reform Party burgemeester van Christchurch geweest en lid van het parlement van Nieuw-Zeeland. Tijdens de Eerste Wereldoorlog nam Holland dienst in het leger van Nieuw-Zeeland en vocht mee in de Tweede Slag om Mesen. Daarbij raakte hij gewond, verbleef zes maanden in het ziekenhuis en verloor een long.
Terug in Australië begon Holland met een broer de Midland Engineering Company. Het bedrijf produceerde bestrijdingsmiddelen. Daarnaast was Holland een fanatiek hockeyer. Na zijn actieve loopbaan als speler werd hij een bekend scheidsrechter. 
Na de verkiezing van zijn vader in 1925 in het nationale parlement trad Holland op als diens privésecretaris en campagnemanager. Holland leerde daardoor het politieke handwerk kennen en bouwde een netwerk op. In deze periode ontwikkelde hij een afkeer van het communisme.

### Parlementslid
Nadat zijn vader in 1935 betrokken was bij een ongeluk stelde Holland zich verkiesbaar voor diens zetel. Holland werd verkozen, ondanks de megaoverwinning van de Labour-partij. De Reform Party fuseerde in 1936 met de United Parties. De nieuwgevormde National Party vertegenwoordigde het grootste deel van de boeren en de opkomende industriële sector. In 1940 volgde Holland de eerste partijleider Adam Hamilton op. Verschillende kleine oppositiepartijen gingen een paar jaar daarna op in de National Party, waardoor het makkelijker werd een front te vormen tegen Labour. 
Na de Japanse inmenging in de Tweede Wereldoorlog vormde Labour in juli 1942 met tegenzin een oorlogskabinet dat bestond uit zeven Labour-ministers en zes ministers van de National Party. Holland werd vicevoorzitter in het oorlogskabinet dat een heel kort leven had. In september 1942 protesteerde de National Party tegen het neerslaan van een mijnwerkersstaking in Waikato. Holland vervreemde daarmee niet alleen de Labour-partij van zich, maar ook verschillende prominente partijgenoten, zoals Adam Hamilton en voormalig premier Gordon Coates. Zij verlieten de National Party en werden op persoonlijke titel lid van het oorlogskabinet.
Bij de verkiezingen in 1943 en 1946 nam de meerderheid van Labour steeds verder af ten koste van de National Party. Holland viel het socialistische programma van de partij  aan. Hij was een verklaard tegenstander van een grote overheid en meer macht voor de vakbonden. De National Party won de verkiezingen in 1949 mede door in te spelen op de dreiging van de communisme, wat een reële dreiging leek gezien de recente machtsuitbreiding in Oost-Europa. De oplopende inflatie en het feit dat er vier jaar na de oorlog nog steeds sprake was van rantsoenering en verplichte militaire training was ook niet in het voordeel van Labour.

### Premier

#### Eerste termijn
De nieuwe regering van Holland voerde verschillende economische maatregels door, zoals het opheffen van de rantsoenering van boter en petroleum. Een van de eerste acties die hij ondernam na zijn aantreden als premier was het afschaffen van het Hogerhuis. Daarmee werd Nieuw-Zeeland een eenkamerstelsel. 
Holland, die ook optrad als minister van Financiën, voerde een van zijn verkiezingsbeloften niet uit, namelijk het afschaffen van het verplichte lidmaatschap van een vakbond. Dat was door Labour in 1936 ingevoerd. In plaats daarvan werd er een wet aangenomen waardoor het vakbonden alleen werd toegestaan geld te schenken aan een politieke partij wanneer een meerderheid van de leden daarmee instemde. In de praktijk was dat vooral voor de Labuor-partij nadelig.
Holland was de eerste premier die de buitenlandse portefeuille aan een andere minister overliet. Tijdens zijn periode als premier waren er drie verschillende ministers van Buitenlandse Zaken: Frederick Doidge, Clifton Webb en Tom Macdonald.
De regering van Holland voerde de doodstraf weer in. Deze was in 1941 geheel afgeschaft. Onder Holland als premier werden er 8 vonnissen uitgevoerd. Het wetsvoorstel was echter omstreden. Holland wilde tijdens de landelijke verkiezingen in 1957 een referendum houden, maar dat vond geen doorgang. Onder Hollands opvolger Keith Holyoake werden er geen mensen meer te dood gebracht, de wet werd in 1961 afgeschaft.
Holland kwam in 1951 in botsing met de militante Waterside Workers's-vakbond. Deze havenwerkers staakten omdat de schipeigenaren een looneis van 15 procent meer loon niet wilden inwilligen. Bovendien wilde zij dat overwerk werd afgeschaft. De scheepseigenaren reageerde door stakende werknemers buiten te sluiten. Toen de vakbond arbitrage weigerde besloot d regering in te grijpen met een beroep op een veiligheidswet uit 1932. Daardoor werd elke soort hulp aan de stakers strafbaar, zoals voedselhulp aan hun gezinnen en het verspreiden en publiceren van propagandamateriaal. De regering zette het leger in als stakingsbrekers. Na 151 capituleerde de Waterside Workers.

#### Tweede termijn
Het conflict droeg bij aan de groeiende populariteit van Holland, mede omdat het zich afspeelde tegen de achtergrond van de Koude Oorlog. De Waterside Worker's werden afgeschilderd als het rode gevaar. Holland verraste de Labour-partij door in juli 1951 vervroegd verkiezingen uit te schrijven, waardoor de meerderheid van de National Party in het parlement verder toenam.
In zijn tweede termijn maakte Holland een einde aan de rantsoenering op bepaalde voedselproducten, werden de importcontroles versoepeld en het eigen huizenbezit gestimuleerd door veel woningen die staatseigendom waren te verkopen. Samen met de Verenigde Staten en Australië vormde Nieuw-Zeeland een bondgenootschap onder de naam ANZUS. Dat moest tegenwicht bieden tegen de toenemende communistische dreiging. 
Nieuw-Zeeland troepen namen deel aan de Koreaanse Oorlog. Omdat Nieuw-Zeeland onderdeel van het Gemenebest was stuurde de regering ook militairen naar Maleisië op het daar op te nemen tegen opstandelingen die onafhankelijkheid nastreefde. In 1954 sloot Nieuw-Zeeland zich ook aan bij de Zuidoost-Aziatische Verdragsorganisatie, een militair pact dat op initiatief van de Verenigde Staten in het leven werd geroepen om te voorkomen dat het communisme wortel zou schieten in zuidoost-Azië.

#### Derde termijn
De parlementsverkiezingen van 1954 verliepen voor de National Party veel moeizamer dan drie jaar. De Social Credit Party had zich als derde partij in de strijd gemengd en snoepte veel stemmen weg. Labor haalde meer stemmen, maar dankzij het meerderheidsstelsel had de National Party een meerderheid van tien zetels in het parlement. Tijdens de campagne kampte Holland met stemproblemen, waardoor hij nooit langer dan een half uur kon spreken.
In zijn laatste jaren als premier kampte de regering van Holland met begrotingsproblemen, doordat de vraag naar belangrijke exportproducten als boter, kaas en wol afnam. Holland wilde meer investeren in toerisme. Vicepremier Keith Holyoake was tegen omdat hij vreesde dat het ten koste van de investering in landbouw zou gaan.
De gezondheidsproblemen van Holland werden erger. Tijdens de Suezcrisis in oktober 1956 had hij een kleine hartaanval. Hij wilde echter geen rust nemen tot de crisis voorbij was. Nieuw-Zeeland en Australië verdedigden als een van de weinige landen het gecombineerde Brits-Franse optreden. Holland zou nooit echt herstellen van de hartaanval, maar weigerde aanvankelijk af te treden. Pas in augustus 1957 kondigde hij zijn aftreden aan ten faveure van zijn partijgenoot Holyoake. Holyoake was slechts kort premier. Hij verloor de parlementsverkiezingen in datzelfde jaar en werd opgevolgd door de Labour-leider Walter Nash.

## Persoonlijk
Samen met zijn vrouw Florence Drayton had Holland vier kinderen. Zijn zoon Eric was van 1967 tot 1981 lid van het parlement en van 1975 tot 1978 minister in de regering van Robert Muldoon. Holland werd opgevoed als methodist, maar maakte later de overstap naar de Anglicaanse Kerk.